# Graptodytes pietrii
Graptodytes pietrii is een keversoort uit de familie waterroofkevers (Dytiscidae). De wetenschappelijke naam van de soort is voor het eerst geldig gepubliceerd in 1933 door Normand.